# Чачиков, Александр Михайлович
Александр Михайлович Чачиков (настоящая фамилия — Чачикашвили; 1893—1941) — русский советский поэт и переводчик, беллетрист, филателист.

## Биография
Александр Чачикашвили родился 7 сентября 1893 года в Гори в семье грузинских дворян. В 8 лет начал писать стихи. В 1908 году несколько его стихотворений было опубликовано в «Сухумском журнале». По его словам, первый сборник стихов он выпустил в 1913 году в Москве под псевдонимом А. Чаров. Юнгой плавал на пароходе, совершил кругосветное плавание.
Окончил Ораниенбаумскую военную школу. В чине поручика принимал участие в Первой мировой войне. Командовал ротой кавалеристов на Кавказском фронте. В 1914—1916 годах публиковал свои стихи о войне в газете «Голос Кавказа». Эти стихи, хотя и не были технически совершенными, выделялись обилием восточных этнонимов:

На Гюмишханском направленьи

Турецкий полк двадцать восьмой,

Дотоле бывший в Галлиполи,

В сражении под Гюмишханом

Разбит, и нет его уж боле!
— 1914
В 1918—1919 годах жил в Тифлисе, работал с футуристами. В тот период он выпустил две книги: персидскую поэму «Инта» и «Крепкий гром» (с предисловием А. Кручёных). Обе эти книги связаны с восточной тематикой, и Чачиков использовал в них множество восточных слов для придания специфического колорита. В его текстах смешивались атрибуты Востока и Запада. Литературный критик Ю. Деген писал, что стихи Чачикова «имеют определённый звук, голос и хорошо запоминаются благодаря любопытному художественному приёму — неожиданным комбинированием слов нескольких иностранных языков». В 1920-х годах Чачиков причислял себя к конструктивистам.
В 1919 году переехал в Батум. Писал статьи для газеты «Наш край». После советизации Грузии заведовал литературной секцией отдела искусства батумского Наркомпроса. В 1920—1930-х годах работал сценаристом, драматургом и переводчиком восточной поэзии.
Чачиков выпустил книги стихов «Чайхане» (1927), «Тысяча строк» (1931) и «Новые стихи» (1936), которые рисуют Восток на грани старой и новой жизни. В этих произведениях он использовал слова и выражения различных восточных языков, что нередко критиковалось. В одной из рецензий на сборник «Чайхане» отмечалось, что Чачиков «хотел охватить не только быт и нравы, но и наречия <…> персидские (а может быть, и на других языках) слова встречаются, вероятно, в большем количестве, чем у Гафиза в подлиннике». В рецензии 1936 года имелось следующее ироническое замечание: «Чачиков знает украинский, белорусский, чувашский, грузинский, тюркский и армянский языки. По крайней мере по одной фразе на упомянутых шести языках он вставил в стихотворение „Песня“». 
Чачиков состоял в переписке с Д. Бурлюком. В рецензии на книгу «Новые стихи» Бурлюк писал «На поэзии А. Чачикова горят блики зарева всемирного титана поэзии мировой Владимира Маяковского. Он несет в мир один из огней… <…> Светило, как горное озеро (окно в доме земли), торжественный момент красочного карнавала».
Отдав дань восточному эстетизму, Чачиков подошёл к современной тематике («Октябрьский ветер Индостана», «Встреча», «Другу-чекисту», «Железный караван» и другие). В книге рассказов «Далёкие сёстры» (1931) Чачиков рисует современную борьбу колониальных женщин за свое освобождение. Чачиков выступает как переводчик национальных поэтов СССР. Некоторые чувашские, мордовские, коми, зырянские и дагестанские поэты переведены им на русский язык впервые («Семь республик», переводы национальных поэтов, Москва, 1933). Многие из его переводов сопровождались подстрочными примечаниями, без которых текст был сложен для восприятия из-за обилия иностранных слов.
Чачиков серьёзно увлекался филателией. Он написал 8 статей и несколько стихотворений о филателии в «Советском филателисте-Советском коллекционере». В 1927—1930 годах вёл раздел по филателии в журнале «Вокруг света».
После начала Великой Отечественной войны ушёл на фронт. Погиб в 1941 году.